# Rufus (программное обеспечение)
Rufus — бесплатное портативное приложение с открытым исходным кодом для Microsoft Windows, которое можно использовать для форматирования и создания загрузочных USB-накопителей или Live USB. Приложение разработано Питом Батардом из Akeo Consulting.

## Список поддерживаемых ISO-образов
- AlmaLinux
- Arch Linux
- Archboot
- CentOS
- Clonezilla
- Damn Small Linux
- Debian
- Elementary OS
- Fedora
- FreeDOS
- Garuda Linux
- Gentoo
- GParted
- Hiren's Boot CD
- Kali Linux
- Knoppix
- KolibriOS
- Linux Mint
- Manjaro Linux
- NT Password Registry Editor
- OpenSUSE
- Raspberry Pi OS
- Raspbian
- ReactOS
- Red Hat
- rEFInd
- Rocky Linux
- Slackware
- Super Grub2 Disk
- Tails
- Trinity Rescue Kit
- TrueNAS CORE
- Ubuntu
- UEFI Shell
- Ultimate Boot CD
- Microsoft Windows XP/Vista/7/8/8.1/10/Server 2019/11

## История
Изначально Rufus был разработан в качестве современной замены с открытым исходным кодом для HP USB Disk Storage Format Tool для Windows, который в основном использовался для создания загрузочных USB-накопителей с DOS.
Первый официальный выпуск Rufus версии 1.0.3 (более ранние версии были в статусе альфа и бета) состоялся 11 декабря 2011 года. В этой версии была поддержка только MS-DOS. В версии 1.0.4 появилась поддержка FreeDOS, а в версии 1.1.0 — поддержка ISO-образов. До версии 1.2.0 были предоставлены две отдельные версии, одна для MS-DOS и одна для FreeDOS. Поддержка интерфейса загрузки UEFI была представлена в версии 1.3.2, локализация программы на другие языки была реализована в версии 1.4.0, а поддержка Windows To Go появилась в версии 2.0. Последняя версия, совместимая с Windows XP и Vista — 2.18. Последняя версия, совместимая с Windows 7 — 3.22.

## Характеристики
Rufus поддерживает различные загрузочные .iso-файлы, включая различные дистрибутивы Linux и установочные .iso-файлы Windows, а также необработанные образы дисков (включая сжатые). При необходимости приложение установит на флэш-накопитель такой загрузчик, как SYSLINUX или GRUB, чтобы сделать его загрузочным. Rufus также позволяет устанавливать MS-DOS или FreeDOS на флэш-накопитель, а также создавать загрузочные носители Windows To Go. Приложение поддерживает форматирование флэш-накопителей с файловыми системами FAT, FAT32, NTFS, exFAT, UDF или ReFS.
Rufus также можно использовать для вычисления хеш-сумм выбранного образа (MD5, SHA-1 и SHA-256).

## Дополнительные ссылки
- rufus.ie — официальный сайт Rufus